# Never Too Late (álbum de Jimi Jamison)
Never Too Late es el último álbum del cantante norteamericano Jimi Jamison. Fue producido por Erik Martensson y Serafino Perugino y publicado por "Frontiers Records" e "Icarus Music" en 2013.

## Canciones
Todas las canciones compuestas por Erik Martensson y Miqael Persson, excepto las indicadas:
1. "Everybody's Got A Broken Heart" (Erik Martensson/Magnus Henriksson/Miqael Persson) - 3:38.
2. "The Great Unknown" (Erik Martensson/Magnus Henriksson/Miqael Persson) - 4:01.
3. "Never Too Late" - 4:56.
4. "I Can't Turn Back" - 4:16.
5. "Street Survivor" - 4:04.
6. "The Air That I Breathe" - 4:41.
7. "Not Tonight" - (Erik Martensson/Magnus Henriksson/Miqael Persson) - 5:56.
8. "Calling The Game" - 4:30.
9. "Bullet in The Gun" (Erik Martensson/Magnus Henriksson/Miqael Persson) - 4:23.
10. "Heaven Call Your Name" (Erik Martensson/Magnus Henriksson/Miqael Persson) - 4:09.
11. "Walk On (Wildest Dreams)" - 4:11.

## Músicos
- Jimi Jamison: Voces.

- Erik Martensson: Guitarras, bajo, teclados y coros.

- Magnus Ulfstedt: Batería.

- Jonas Oijvall: Teclados y sintetizadores.

- Magnus Henriksson: Guitarra líder en "Street Survivor" y "Heaven Call Your Name".